# Plebiscyt Przeglądu Sportowego 1974
Plebiscyt Przeglądu Sportowego 1974 – 40. edycja Plebiscytu „Przeglądu Sportowego” na najlepszego sportowca Polski 1974 roku.

## Charakterystyka
Redakcja gazety sportowej „Przegląd Sportowy” po raz 40. zorganizowała wybór polskiego sportowca, który zdaniem głosujących był najlepszym tzn. jego dokonanie i wynik oceniono najwyżej w 1974 (mistrzostwo świata, mistrzostwo Europy, pobicie rekordu świata czy Europy). Wstępnie redakcja dokonała selekcji i wytypowała listę sportowców na których można było oddać głos. Każdy z głosujących mógł na podstawie zamieszczonego na łamach gazety kuponu wytypować kolejność sportowców na których zamierza głosować i przesłać tak wypełniony kupon na adres redakcji, która podsumowała liczbę punktów oddanych na każdego sportowca, a na balu mistrzów sportu 4 stycznia 1975 tradycyjnie w salach hotelu Europejskiego w Warszawie odbyło się oficjalne ogłoszenie wyników i wręczenie nagród. Ogółem na plebiscyt wpłynęło 126 432 kuponów (w tym 125 117 z Polski i 1315 z zagranicy), na których 90% głosujących przyznało 1. miejsce Irenie Szewińskiej.

## Wyniki
Pierwsze miejsce zdobyła Irena Szewińska, która w czerwcu 1974 ustanowiła dwa rekordy świata w biegu na 200 m – 22,0 sek. (mityng w Poczdamie) i w biegu na 400 m – 49,9 sek. (20. międzynarodowe zawody o memoriał Janusza Kusocińskiego w Warszawie), natomiast we wrześniu zdobyła trzy medale na  11. mistrzostwach Europy w lekkoatletyce w Rzymie (złote w biegu na (100 i 200) m oraz brązowy w sztafecie 4 × 100 m). Drugie miejsce przypadło kapitanowi polskiej drużyny w piłce nożnej Kazimierzowi Deynie, która zdobyła trzecie miejsce (srebrny medal) na 10. mistrzostwach świata w RFN, natomiast trzecie miejsce zdobył Ryszard Skowronek, mistrz Europy w dziesięcioboju z Rzymu.
| Wyniki plebiscytu na najlepszego sportowca Polski w 1974 roku |                      |                   |                |
| Miejsce                                                       | Sportowiec           | Dyscyplina        | Liczba punktów |
| 1.                                                            | Irena Szewińska      | lekkoatletyka     | 1 150 420      |
| 2.                                                            | Kazimierz Deyna      | piłka nożna       | 625 907        |
| 3.                                                            | Ryszard Skowronek    | lekkoatletyka     | 550 392        |
| 4.                                                            | Grzegorz Lato        | piłka nożna       | 511 388        |
| 5.                                                            | Robert Gadocha       | piłka nożna       | 497 746        |
| 6.                                                            | Janusz Kowalski      | kolarstwo         | 479 956        |
| 7.                                                            | Grzegorz Śledziewski | kajakarstwo       | 454 827        |
| 8.                                                            | Kazimierz Lipień     | zapasy            | 419 306        |
| 9.                                                            | Bronisław Malinowski | lekkoatletyka     | 354 684        |
| 10.                                                           | Edward Skorek        | siatkówka         | 221 401        |
| 11.                                                           | Stanisław Gościniak  | siatkówka         | 121 194        |
| 12.                                                           | Stanisław Szozda     | kolarstwo         | 114 577        |
| 13.                                                           | Andrzej Szajna       | gimnastyka        | 65 799         |
| 14.                                                           | Ryszard Szurkowski   | kolarstwo         | 56 304         |
| 15.                                                           | Stanisław Sidor      | spadochroniarstwo | 36 860         |
| 16.                                                           | Zbigniew Kicka       | boks              | 27 750         |
| 17.                                                           | Antoni Szymanowski   | piłka nożna       | 25 536         |
| 18.                                                           | Wiesław Gawlikowski  | strzelectwo       | 22 426         |
| 19.                                                           | Jan Tomaszewski      | piłka nożna       | 21 389         |
| 20.                                                           | Andrzej Szarmach     | piłka nożna       | 19 059         |